# 小杉站 (射水市)
小杉站（日语：／ Kosugi eki */?）是隸屬於愛之風富山鐵道的鐵路車站，位於富山縣射水市，車站編號為07。本站是射水市的中心車站，因位處縣內兩大都市富山市與高岡市中間，因此成為不少上班族前往兩市通勤的選擇。2013年度錄得的平均乘車人數為3,174人（JR西日本北陸本線時期），位列富山縣內的第3位。現時停靠普通及快速列車。

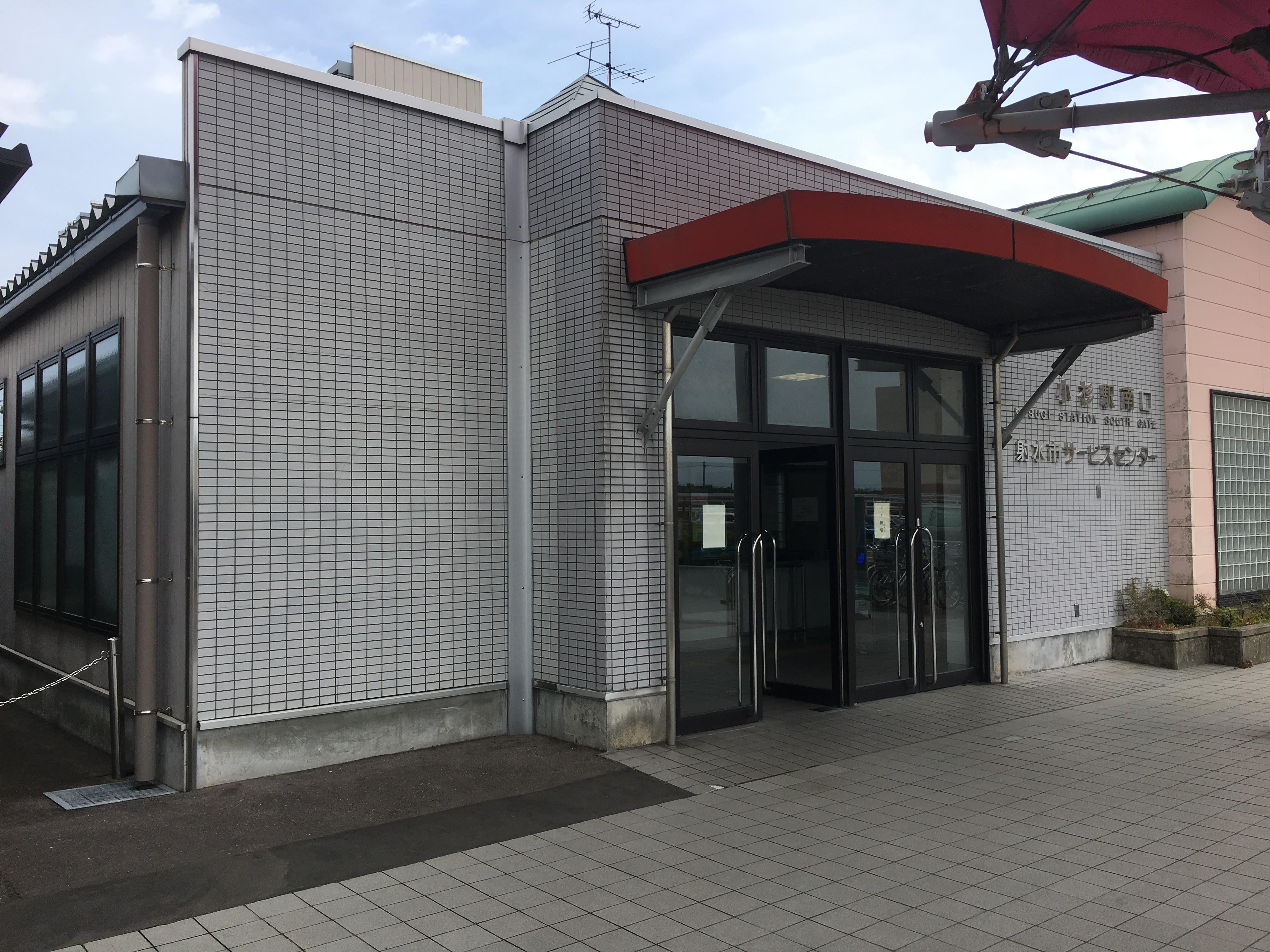
南口（2017年5月）

位於同縣內亦有另一個「小杉站」，為富山地方鐵道的車站，但該站座落在富山市，兩個車站完全沒有任何關係，相距亦超過15公里。

## 車站結構

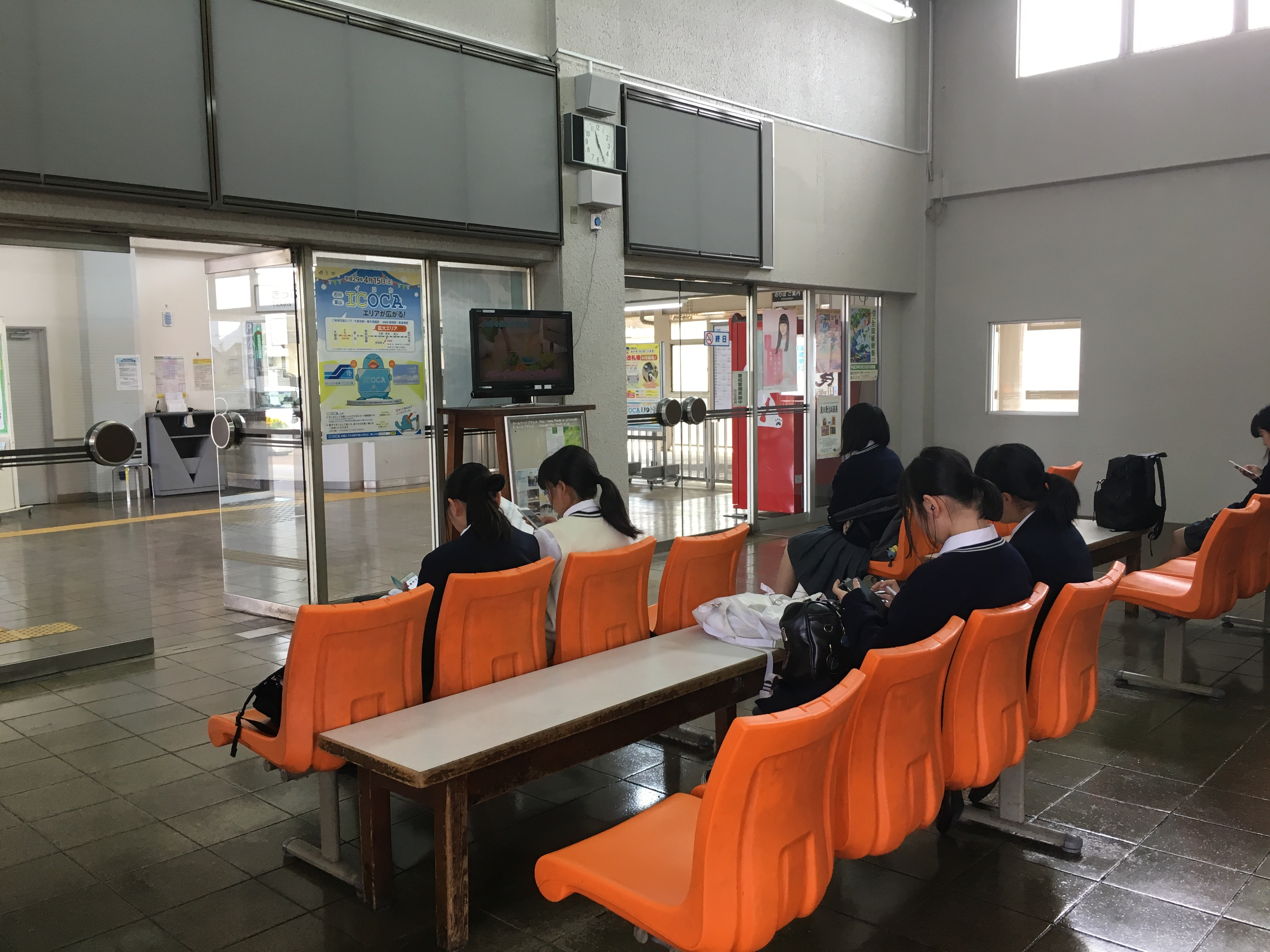
北口候車室（2017年5月）

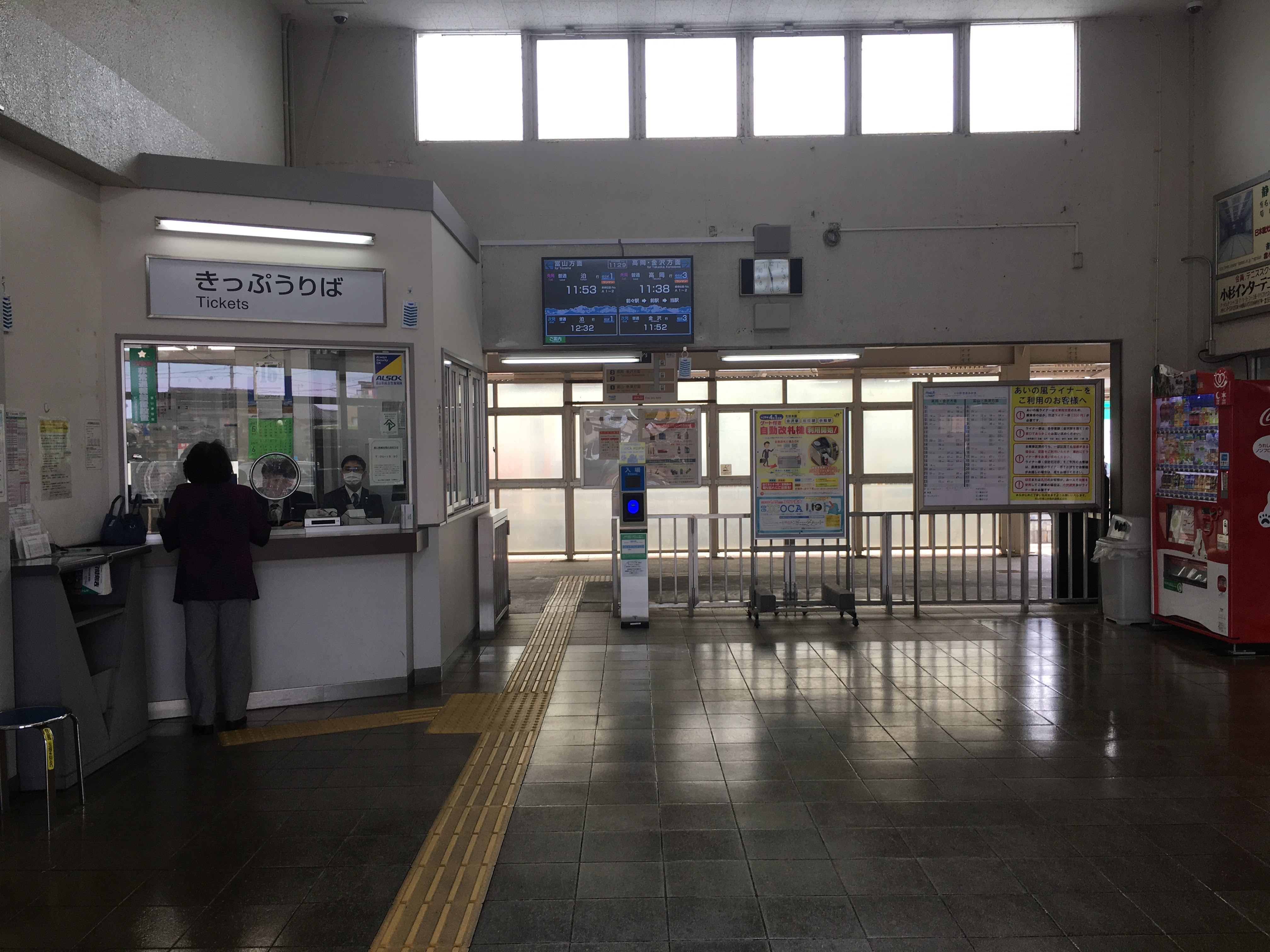
北驗票口（2017年5月）

本站分為北口及南口兩座站房，皆為水泥及鋼筋建成的單層站房。北口站房為第3代站房，於1979年改建，面積比鄰近的通勤車站為大。中央為車站出入口及閘口，右側為附有自動售賣機的候車室，過往曾設有JR西日本旗下的便利商店「CHAO」，但在轉換經營權前已結業，站外最右側為洗手間，左側為售票大堂，前端設有售票機1部，後端閘口旁邊設有兼備綠窗口功能的售票窗口及站務員室，最左側為原站員留宿處，站外設有獨立大門，可用作商舖用途，唯一直未有租出。
南口站房又稱為「射水市服務中心」（射水市サービスセンター），於1990年代後期因應旁邊新建成的購物商場開業而增設，由射水市政府屬下的營運小組負責管理及營運，採用簡易車站模式，進站後前方即為兼備候車室功能的射水市服務中心主體，前端設有售票窗口及自動售票機，開放式閘口設於右側，進站後可沿樓梯或升降機前往行人天橋，再轉至各月台或北口。至於站外的南、北站車站廣場，也設有24小時地下行人隧道連接。

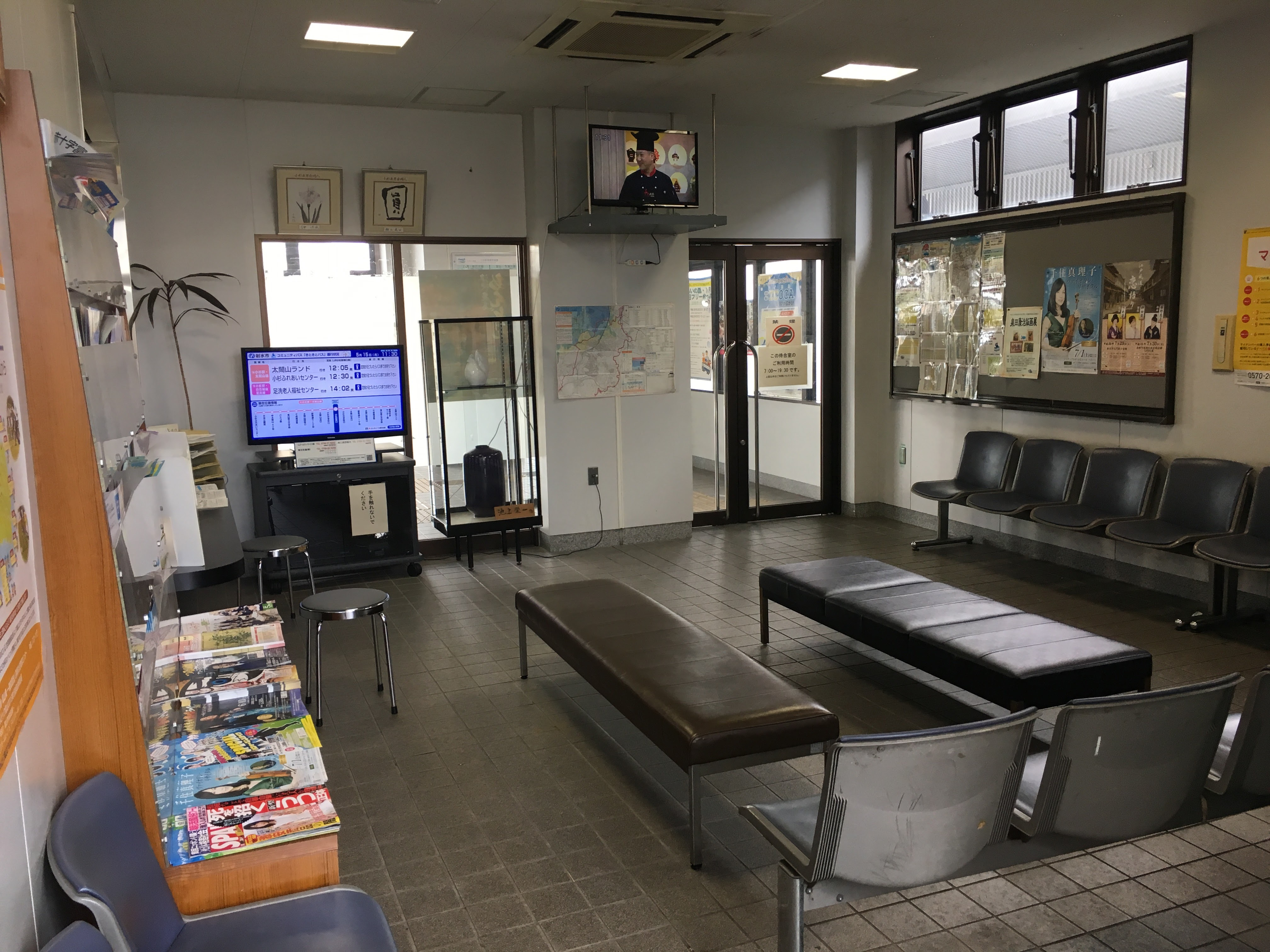
南口候車室（2017年5月）

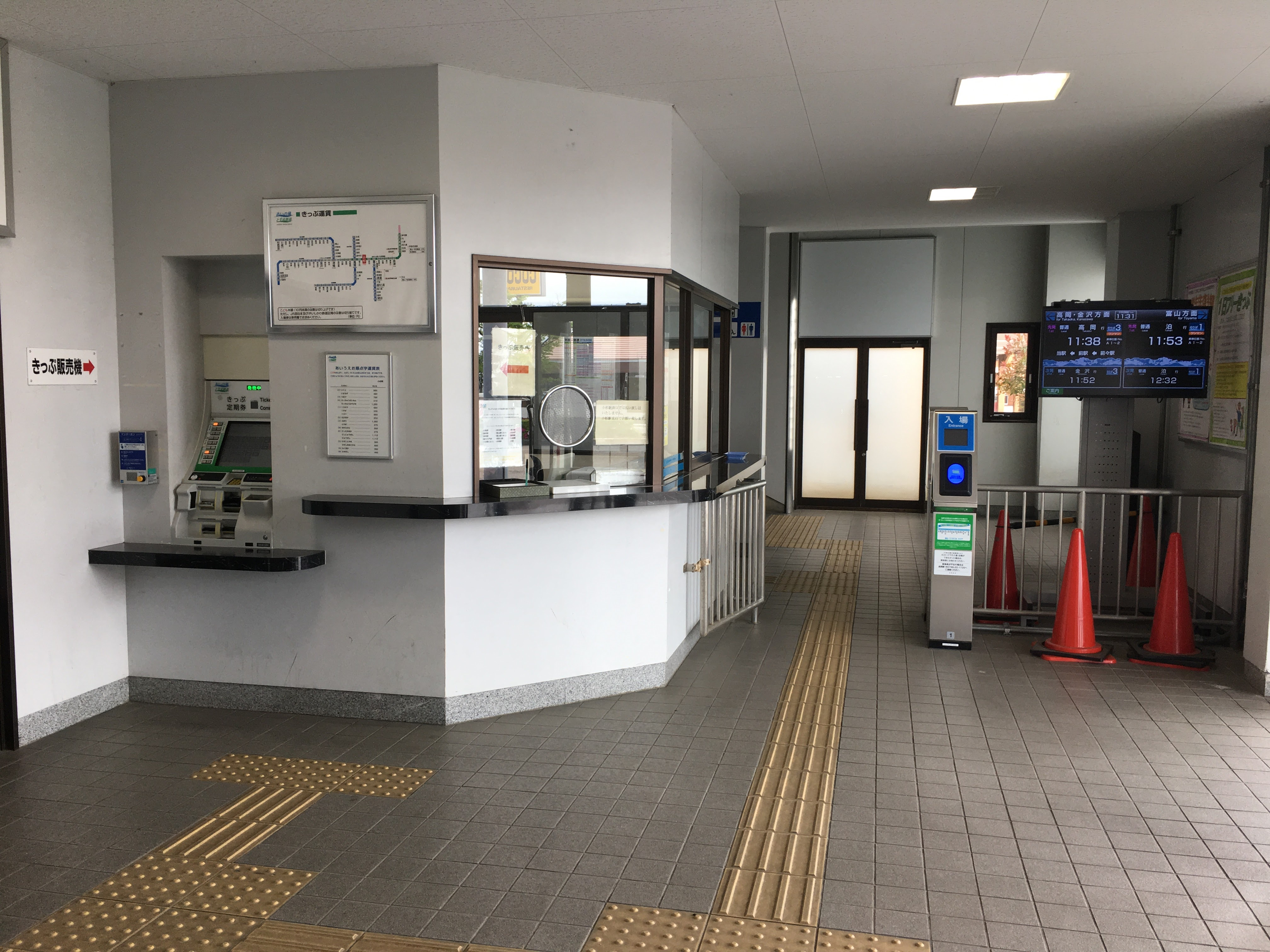
南驗票口（2017年5月）

本站設有側式月台及島式月台各1個，共提供2面3線的配置。在JR時期，中間的2號月台主要是供普通列車避車，以讓出上、下主線讓特急列車通過。愛之風富山鐵道接手後，避車的次數大減，大部份列車都能於1號或3號月台乘降，2號月台現時只剩下上、下行各1班列車才會使用。

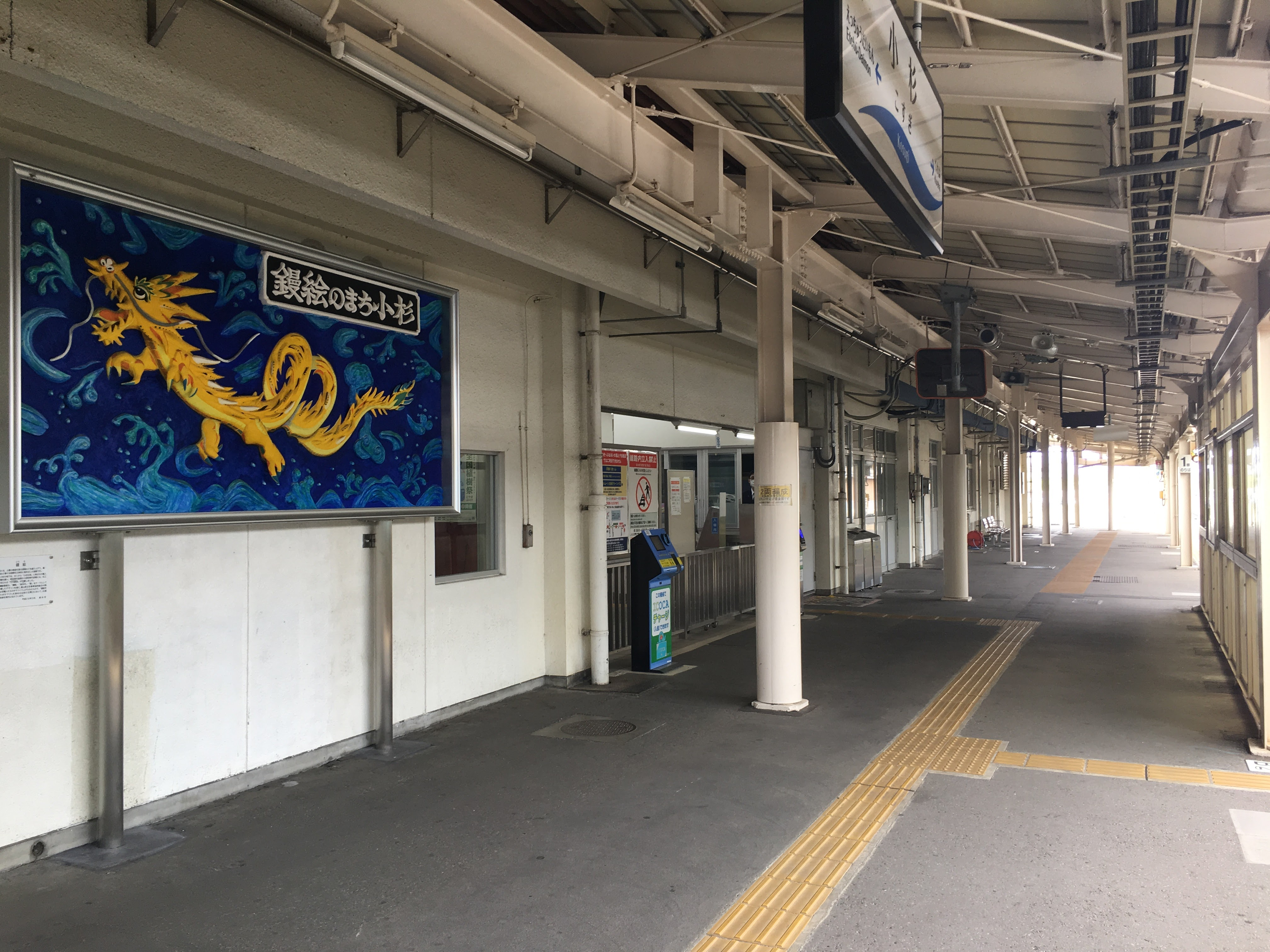
1號月台（2017年5月）

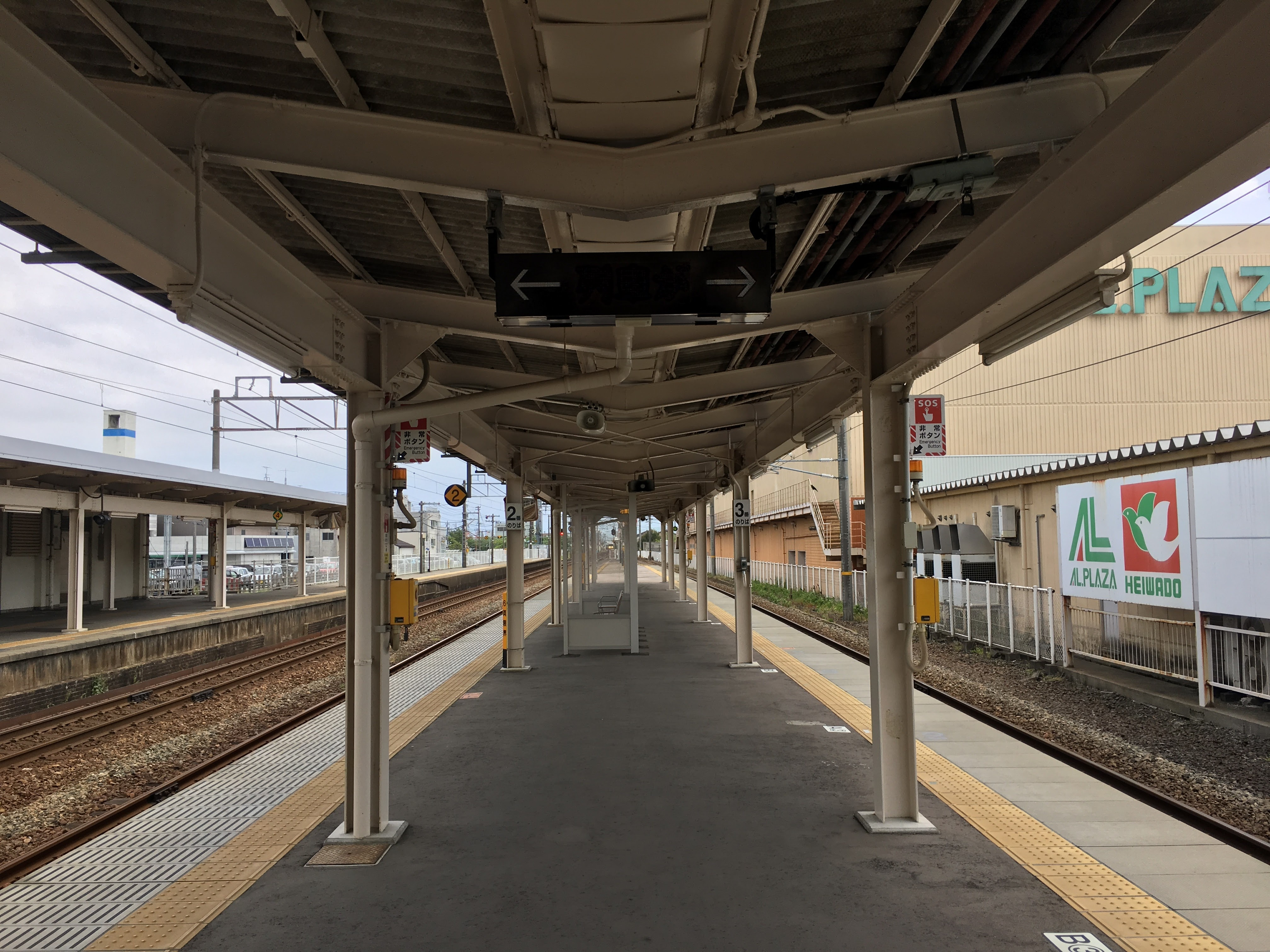
2號與3號月台（2017年5月）

### 月台配置
| 月台 | 路線              | 方向 | 目的地         | 備註                  |
| ---- | ----------------- | ---- | -------------- | --------------------- |
| 1    | ■愛之風富山鐵道線 | 下行 | 富山、魚津方向 | 一部分於2號月台       |
| 2、3 | ■愛之風富山鐵道線 | 上行 | 高岡、金澤方向 | 2號月台只限一部分列車 |

## 歷史
- 1899年3月20日：官設鐵道北陸線由高岡站伸延至富山，開業，為中途站。
- 1985年3月14日：停止手提行李提取服務。
- 1987年4月1日：日本國鐵分割民營化，車站的營運由西日本繼承。
- 1996年7月25日：廢除貨物站，同時停止貨物提取服務（過往車站西邊、路軌南側設有水泥廠專用貨物路軌。）
- 2015年：

- 3月14日：北陸新幹線開業，車站的營運由愛之風富山鐵道繼承，綠窗口停止運作。
- 3月26日：導入ICOCA感應器，適用於富山縣內所有愛之風富山鐵道線車站。

## 利用人數
| 乘車人員推算 | 乘車人員推算 | 乘車人員推算 |
| 年度         | 1日平均人數  |              |
| ------------ | ------------ | ------------ |
| 2004年       | 3,108        |              |
| 2005年       | 3,130        |              |
| 2006年       | 3,155        |              |
| 2007年       | 3,172        |              |
| 2008年       | 3,182        |              |
| 2009年       | 3,090        |              |
| 2010年       | 3,060        |              |
| 2011年       | 3,047        |              |
| 2012年       | 3,151        |              |
| 2013年       | 3,174        |              |

## 相鄰車站
愛之風富山鐵道
■愛之風富山鐵道線
快速「愛之風Liner」
高岡 (05) －小杉 (07) －富山 (09)
普通
越中大門 (06) －小杉 (07) －吳羽 (08)

## 外部連結
- 愛之風富山鐵道小杉站公式網頁 （页面存档备份，存于） （日語）
- 愛之風富山鐵道小杉站旅遊指南 （日語）